# Symphony of Glory
Symphony of Glory är det norska power metal-bandet Gaia Epicus andra fullängdsalbum. Det gavs ut 29 juli 2005 av Sound Riot Records. Bandet hade inför denna skiva två nya medlemmar, basisten Yngve Hansen och trummisen Mikael Duna. Dessutom gästmedverkar Lars A.R. Larsen och Jan Thore Grefstad från Highland Glory på keyboards respektive sång och även Isabel Ovesveen gästsjunger. Albumet spelades in i TopRoom Studios i september 2004 och omslaget är tecknat av Michael A.Muller som tidigare bland annat designat album för Megadeth. All musik är skriven av Thomas Christian Hansen utom spår 4, Sieze the Day, som är skriven av Joakim "Jokke" Kjelstad och spår 7, Spanish Eyes som är skriven av Kjelstad och Hansen tillsammans. 
Från januari 2009 har Thomas Hansen och Gaia Epicus själva rättigheterna till sina tidiga album och utger dem på nytt på skivbolaget Epicus Records. Debutalbumet Satrap återutgavs juni 2009 och Symphony of Glory återutgavs senare under året.

## Låtlista
1. "Welcome (intro)" – 0:30
2. "Time and Space" – 5:30
3. "Miracles" – 3:01
4. "Sieze the Day!" – 4:36
5. "Hand of Fate" – 3:58
6. "Wings of Freedom" – 5:36
7. "Spanish Eyes" – 4:19
8. "No Release?" – 3:51
9. "Chamber of Secrets" – 3:39
10. "Be Thy Cross My Victory" – 7:33
11. "Symphony of Glory" – 10:13

Alla låtar skrivna av Thomas Christian Hansen, utom spår 4, skriven av Joakim Kjeldstad, och spår 7 som är skriven av Hansen/Kjelstad.

## Medverkande
Gaia Epicus
- Thomas Christian Hansen – sång, gitarr
- Joakim "Jokke" Kjelstad – gitarr
- Yngve Hansen – basgitarr
- Mikael Duna –  trummor

Gästmusiker
- Lars A.R. Larsen – keyboards
- Jan Thore Grefstad – sång
- Isabell Øversveen – sång

Produktion
- Thomas Christian Hansen – producent, mixning, albumdesign, logo
- Børge Finstad – inspelning, mixning
- Rudi Moustafa – inspelning
- Markus Teske – mastering
- Michael A.Muller (Megadeth m fl) – albumdesign
- Linda Einmo – foto